# شون بلوخ
شون بلوخ (بالإنجليزية: Sean Bloch)‏ هو دراج جنوب أفريقي، ولد في 16 ديسمبر 1973.

## وصلات خارجية
- شون بلوخ على موقع أوليمبيديا (الإنجليزية)